# 哈里·温克斯
哈里·威克斯（英語：Harry Winks，1996年2月2日—）是一位英格蘭足球運動員。在場上的位置是中場。現在效力於英冠球隊莱斯特城 。他也曾代表英格蘭足球代表隊參賽。

## 榮譽

### 球會
熱刺
- 欧洲冠军联赛亞軍﹕2018-19賽季

## 外部連結
- Harry Winks profile（页面存档备份，存于） at the Tottenham Hotspur F.C. website
- Harry Winks profile（页面存档备份，存于） at the Football Association website
- 足球数据库：哈里·温克斯的球员统计数据